# Wola Smolana
Wola Smolana (prononciation : [ˈvɔla smɔˈlana]) est un village polonais de la gmina de Serock dans le powiat de Legionowo de la voïvodie de Mazovie dans le centre-est de la Pologne.
Il se situe à environ 7 kilomètres à l'ouest de Serock (siège de la gmina), 14 kilomètres au nord de Legionowo (siège du powiat) et à 34 kilomètres au nord de Varsovie (capitale de la Pologne).

## Histoire
De 1975 à 1998, le village appartenait administrativement à la voïvodie de Varsovie.